# Аракская ГЭС
Аракская ГЭС (гидроузел «Аракс») — гидроэлектростанция в Азербайджане и Иране, расположенная на пограничной реке Аракс. 

## Общие сведения
Построена согласно межгосударственному соглашению с целью регулирования стока реки, накопления в Аракском водохранилище воды для орошения, выработки электроэнергии. 
Первый гидроагрегат ГЭС запущен в 1970 году.
Мощность ГЭС — 44 МВт. Среднегодовая выработка электроэнергии — 148 млн кВт⋅ч. 
Мощность и выработка станции разделены паритетно пополам между двумя странами.

## Состав ГЭС
В состав сооружений ГЭС входят:
- земляная плотина длиной 900 м и максимальной высотой 40 м;
- водосбросная бетонная плотина, имеющая 4 водосбросных пролёта шириной по 7 м, рассчитанная на пропуск 2900 м³/с воды;
- два здания ГЭС, на азербайджанском и иранском берегу соответственно. В зданиях ГЭС размещены 4 гидроагрегата мощностью по 11 МВт с поворотно-лопастными турбинами.

## Азербайджанская часть ГЭС
| Год  | Количество |
| ---- | ---------- |
| 2022 | 48 348 264 |
| 2023 | 46 411 416 |

Запланирована реконструкция станции.

## Директора
- Васиф Дадашев (1971—1976)[4]